# 平成20年台風第13号
平成20年台風第13号（へいせい20ねんたいふうだい13ごう、アジア名：シンラコウ〔Sinlaku、命名国：ミクロネシア、意味：伝説上の神〕）は、2008年9月に発生し、台湾に上陸後日本に接近した台風である。

## 概要

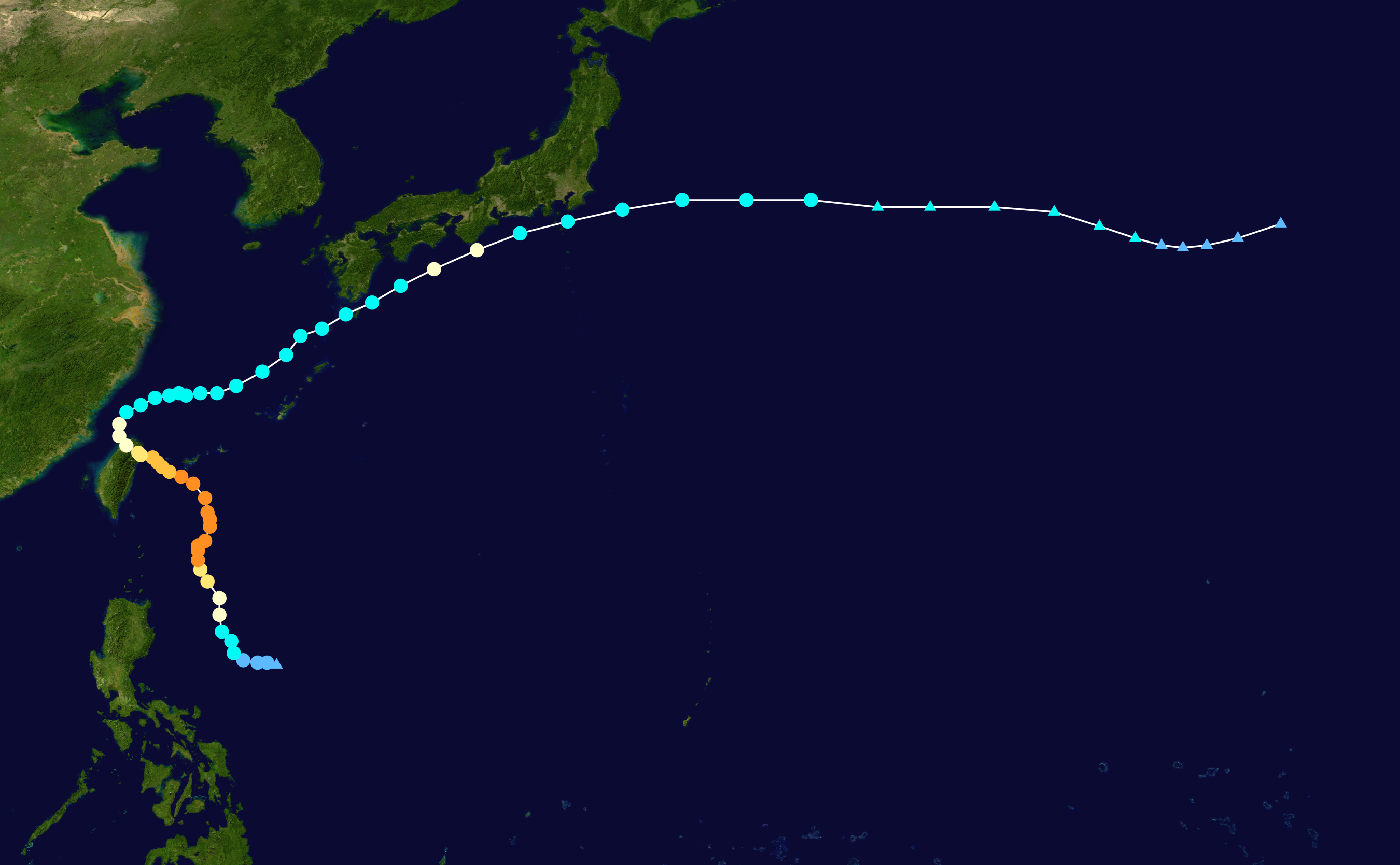
進路図

9月9日にフィリピンの東で発生し、12日にゆっくりした速度で先島諸島に接近。14日には台湾北部に上陸した。15日には進路を変えて宮古島の北西海上を東に進み、17日には速度を上げて九州地方の南海上を通過した。その後、18日から19日にかけて東日本の南海上を通過した。21日、台風は日本の東海上で温帯低気圧へと変わった。
この台風は、発生当初から雲のバランスがよく海水温も高かったために、急激に発達した。また、通常の台風と比較して、鉛直構造が非常に強固だったため（一時200hPa面でも低圧部と解析された）、台湾に上陸してもその循環システム自体が崩壊することはなかった。一時は非常に強い勢力にまで発達し、その上先島諸島近海では動きが遅くなり（ほとんど停滞との解析されたこともあった）、与那国島などの先島諸島を長時間にわたって暴風域に巻き込んだ。その後台湾に上陸、いったん勢力は衰えたものの東シナ海の海水温が高かったことなどもあり再発達、 9月18日～20日にかけて日本の南海上を通過していった。このとき、中心の気圧は985～990hPaであったものの、中心付近の気圧傾度が大きく、最大風速は30m/sに達しており暴風域を伴っていた。この台風は日本列島にもかなり接近したが、上陸はせずに通過し、2008年に日本に上陸した台風はゼロに終わった。

## 被害・影響
先島諸島では台風が接近した9月12日～9月14日にかけて、空の便・船がほとんど欠航するなど大きな影響が出た。

### 大雨
与那国島では9月13日に日降水量765mmを記録し、従来の記録491mmを大幅に更新した。また、三重県尾鷲市で日降水量759mm、宮崎県日南市で日降水量346mmを記録するなど九州地方から関東地方の広範囲で大雨となった。

### 強風
与那国島では、最大瞬間風速62.8m/sを記録した他、風速25m/s以上の暴風が数日間にわたって吹き荒れた。また、種子島で最大瞬間風速33.8m/s、三宅島で47.2m/sを記録した。

### 土砂災害
日南市の国道220号では土砂崩れが発生したため、仮復旧が9月21日に完了するまで全面通行止めの措置が取られた。また、日南線と日豊本線では数箇所で土砂が線路内に流入するなどの被害が発生した。